# Santuario della Madonna di Pasano
Il santuario della Madonna di Pasano è un santuario cattolico di Sava, in provincia di Taranto, di origini bizantine. L'attuale prospetto è quello risalente aduna riedificazione avvenuta nel 1712, a ridosso dell'antico santuario bizantino  Sull'altare centrale del nuovo santuario è posta l'icona della Vergine Odigitria con Bambino. Si tratta di un'Odigitria dexiokratousa (ovvero una "Madonna che indica la via" e che ha la particolarità di tenere il Bambino nella mano destra rispetto ad altre raffigurazioni di Odigitrie nelle quali invece è posto sulla mano sinistra). La Vergine è dipinta su una grande lastra in pietra e trattasi di un blocco asportato dalla chiesa più antica. Quest'ultimo edificio, non è mai stato interamente abbattuto, ed è posto a ridosso dell'altare del nuovo: era stato riadattato ad altri usi e mascherato, ma anni fa è stato riscoperto ed è in fase di ristrutturazione.

## Il miracolo
Nell'anno 1605 si racconta che lo schiavo di un signorotto, tal Marcantonio Raho, legato ad una catena dal suo tiranno, promise di convertirsi se fosse stato liberato dalla catena che lo legava, dal cielo cadde un sasso che ruppe la stessa e lo schiavo, una volta libero, si sarebbe fatto battezzare. Questa la versione raccontata da Antonio Primaldo Coco nella sua opera su Sava, e ripresa da uno scritto del vescovo Kalefati, il quale conduce un'istruttoria 113 anni dopo la data della liberazione dello schiavo, e dopo altri 57 ne stila un rapporto. In realtà, nel periodo in cui visse lo schiavo era usuale che signorotti pugliesi detenessero schiavi che in genere erano genti di altre nazionalità ed altri credo fatti prigionieri. Era usuale ed auspicata anche la loro liberazione, in cambio della conversione al cattolicesimo e del battesimo, A questo scopo, i Gesuiti avevano creato anche un apposito organismo, la "Congregazione degli Schiavi".  L'esplosione dei battesimi degli schiavi in Puglia si registra difatti proprio tra il 1602 e il 1610. 
Un pesante monolite identificato come la pietra del miracolo è conservato all'interno dello stesso santuario, e originariamente era conservato in una piccola cappella della "Madonna dello Schiavo", istituita in onore di questo avvenimento,  e situata a Sava, sulla strada che porta verso Pasano.

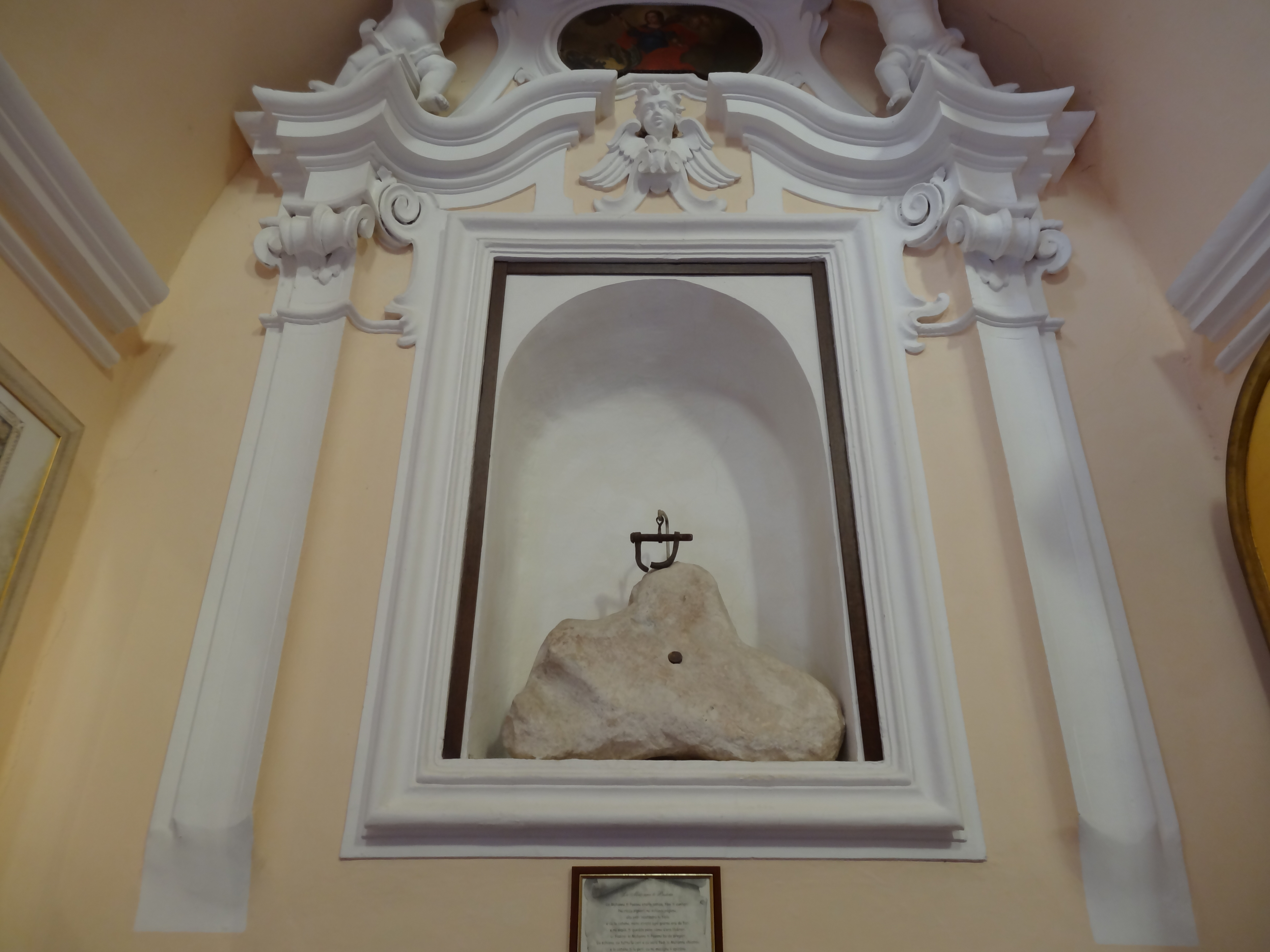
La pietra del miracolo

## Storia
L'antica chiesa era posta trasversalmente a quella oggi accessibile, edificata nel 1712: quest'ultima,  dopo il terremoto del 1743, subì ulteriori modifiche: in particolare, vi furono aggiunti sei pilastri laterali che ne danno l'aspetto attuale. 
Secondo le ricostruzioni del Coco, in Pasano vi furono diverse dimore di Basiliani e la chiesa costituiva un santuario di confine, posto a ridosso del cosiddetto limes bizantino (altrimenti detto "Limitone dei greci") del quale proprio tra le contrade di Pasano, Curti de l'Oro e Camarda (toponimo quest'ultimo tipicamente bizantino e che indica un accampamento) si osservano ancora i resti.
Il toponimo Pasano è invece descritto come di origine latina, ed è certo che questa zona, insieme alla vicina Agliano, fu occupata anche dai coloni romani in precedenza, mentre ancor prima viene indicata dagli storici come un'area di confine magnogreca (insieme alla vicina Agliano ove le ricerche più puntuali e precise hanno evidenziato resti di un tempio pagano).

## Celebrazioni
La "festa della Madonna di Pasano" ricorre la prima domenica di marzo.

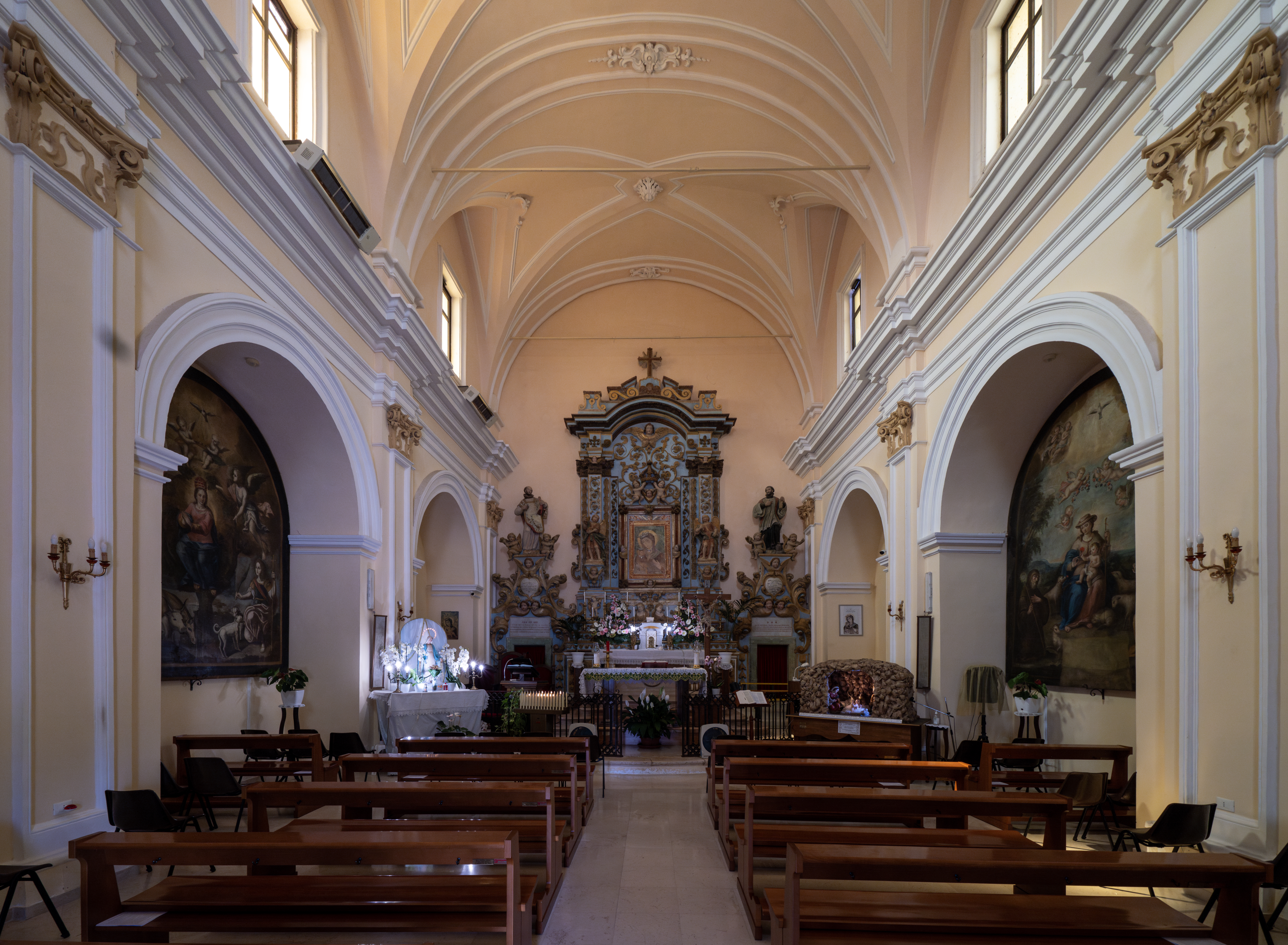
Interno
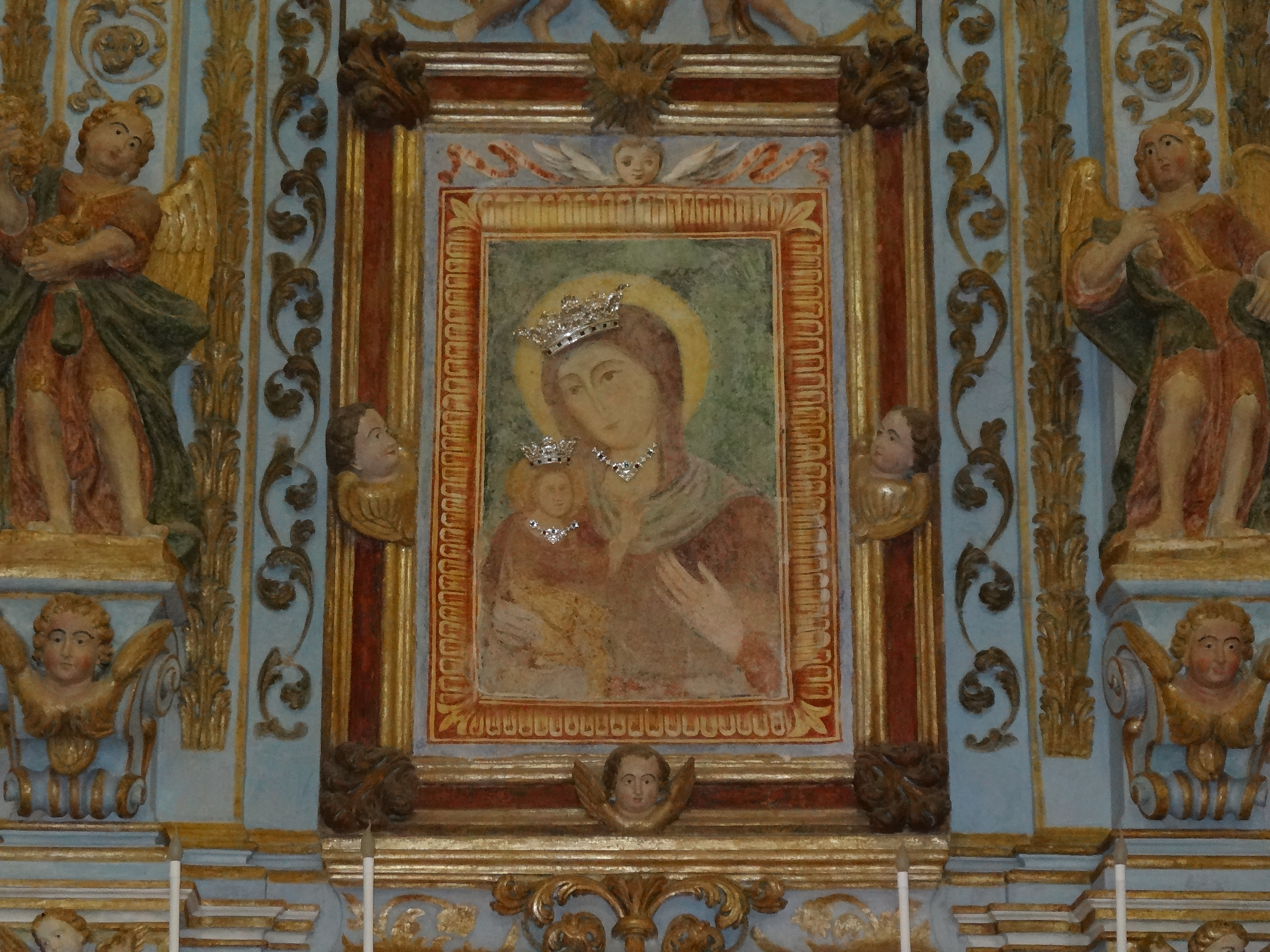
Immagine della Madonna
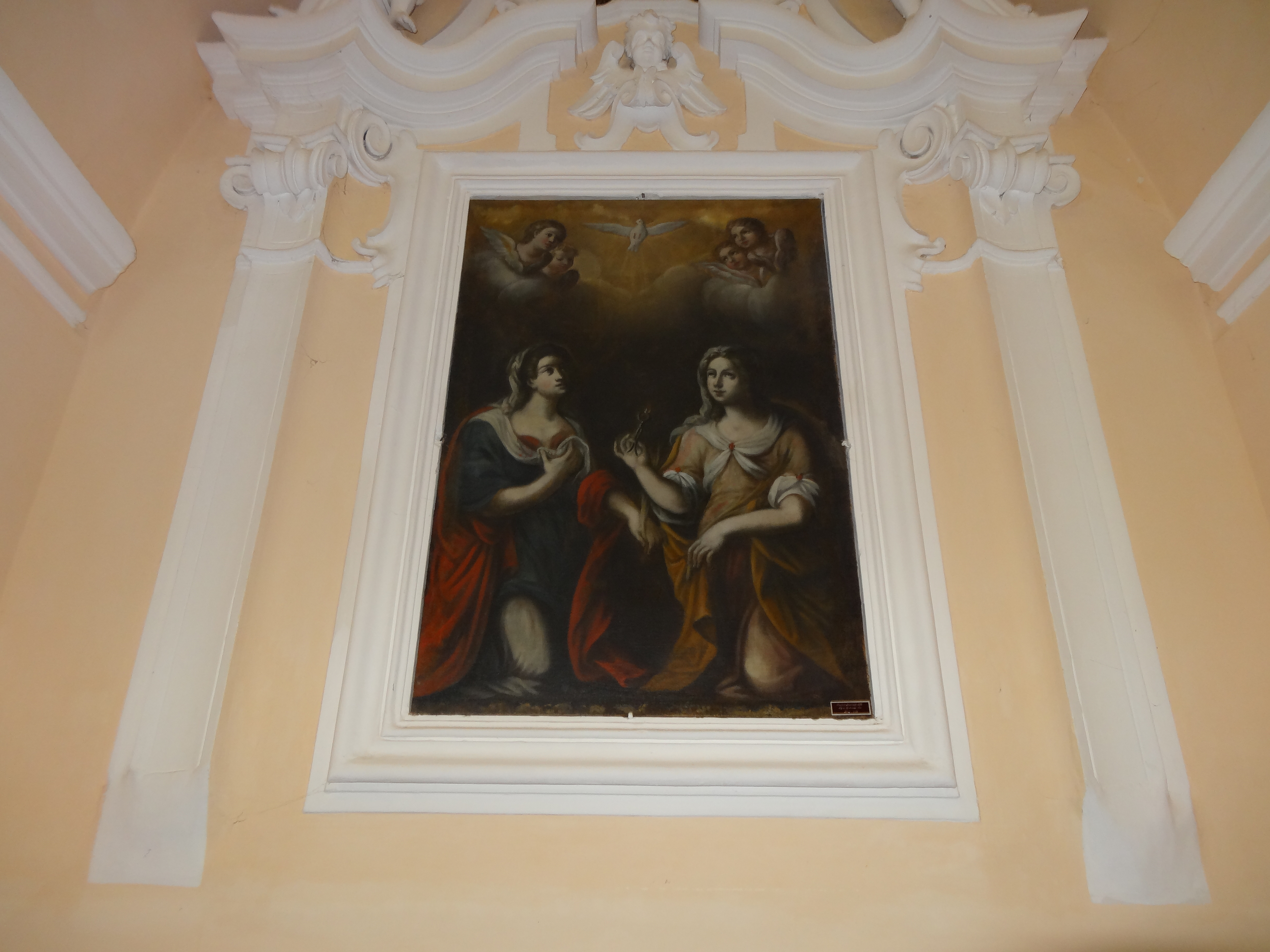
Affresco